# 대한성서공회
대한성서공회(大韓聖書公會)는 비영리적으로 성서의 번역, 출판과 보급을 담당하는 대한민국의 기독교, 개신교 재단법인으로 1947년 8월 19일 설립된 성서공회이다. 사무실은 서울특별시 서초구 남부순환로 2569에 있다.

## 역사

### 설립 이전
조선의 성경 번역은 존 로스가 1870년대에 서상륜 등과 시작하였다. 로스는 스코틀랜드연합장로교회 출신 중국 선교사업을 하고 있었던 까닭에, 1880년대까지의 성경 사업은 스코틀랜드성서공회에서 발족한 한글성경위원회에서 주도하였다. 1880년대 후반 호러스 그랜트 언더우드, 헨리 아펜젤러 등이 한반도 내에서 활동을 시작하며 선교사 주도의 상임성서위원회가 조직되었고, 1891년에는 로스역의 개정 대신 선교사들의 새 성경 번역이 시작되었다. 1893년에는 로스역의 출판을 런던본부가 불허하고, 스코틀랜드성서공회에서는 한국에 지부를 설치하지 않기로 결의하였다. 그 대신 이듬해인 1894년 영국, 미국, 스코틀랜드 성서공회가 연합하여 성경 번역 사업을 지원하기 시작하였고, 종로에 대동서시(大東書市)라는 이름의 서점을 개업하여 10월에 영국성서공회의 성경보급소가 개설되었다.

### 설립 이후
1895년 11월 영국성서공회 조선지부를 개설하기로 하였다. 이 지부는 1896년 5월 20일에 영국성서공회의 공인을 받았다. 공회에서 가장 먼저 번역을 시작한 성경은 시편으로, 1898년 5월에 《시편촬요》가 출간되었다. 각 권이 아닌 전서는 《신약젼셔》가 1900년에 출간되었다. 1903년 9월에는 선교사 주도의 상임성서실행위원회가 해체되고, 한국성서위원회의 정관이 성서사업 전반을 맡게 되었다. 1910년에 구약성경 번역이 완료되어 1911년 3월 신구약성경을 모두 합친 《셩경젼셔》 2만부가 요코하마에서 인쇄되었다.
이로써 성경 번역이 완료되었고, 같은해 9월 성서위원회의 번역자회는 개역자회로 그 이름을 바꾸고 개역 작업을 시작하였다. 1938년에 조선성서공회로 이름을 바꾸머 첫 번역본으로 《셩경젼셔개역》이 출간되었다. 그러나 일본 제국과 조선총독부의 개신교 탄압에 따라 각 교단이 신사참배를 가결하고, 1941년에는 각 교단을 통폐합시키는 논의가 시작되었다. 1941년 1월 10일에 일본 교회와 한국 교회의 통합 성서위원회 회의에서 조선성서공회 유지재단이라는 새로운 재단의 설립이 논의되었고, 3월 18일에 조선성서공회가 문을 닫았다. 영국성서공회가 한반도에서 사업을 철수한 것이다. 1942년 6월부터 모든 사업이 중단되었다.

### 광복 후

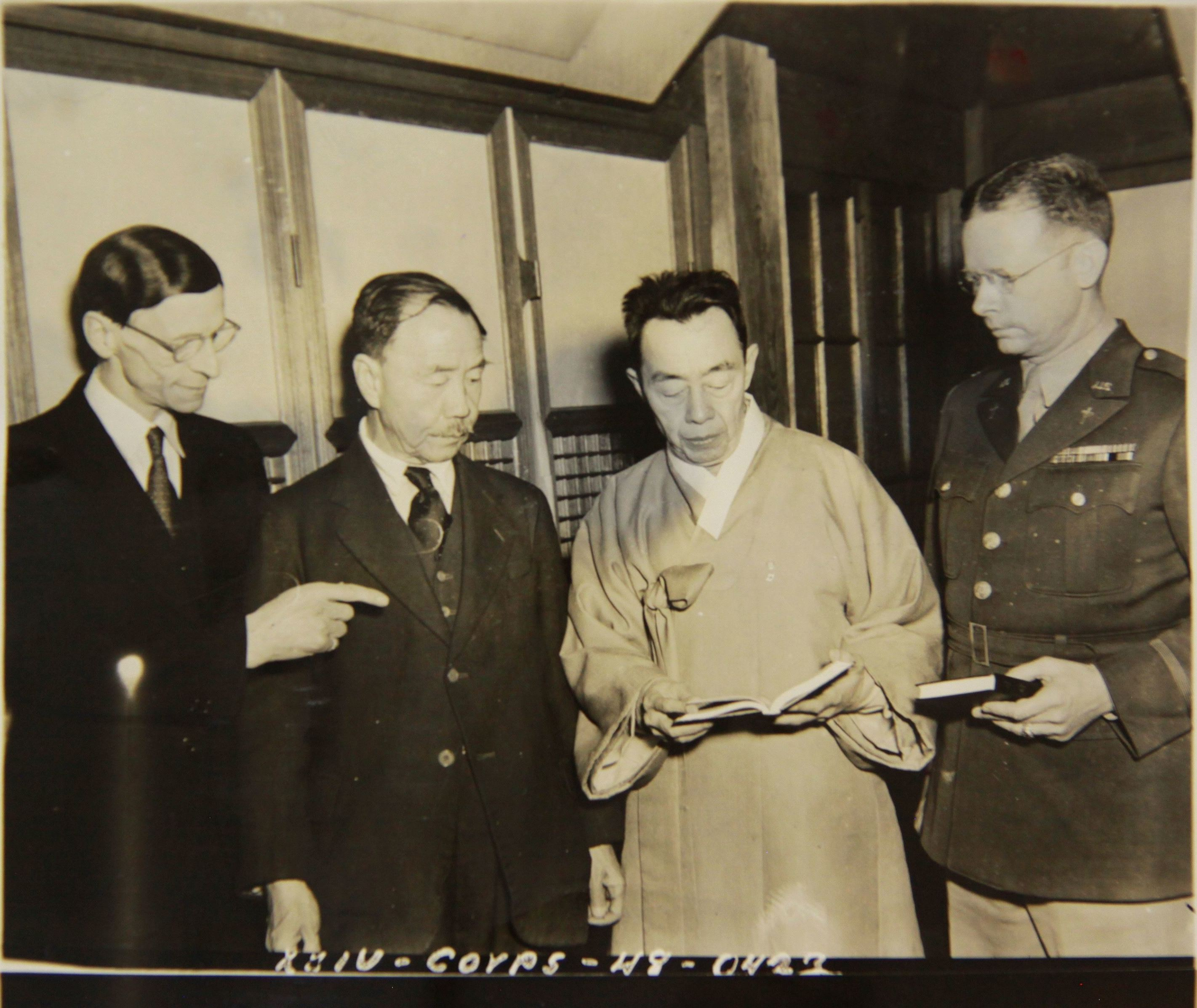
미국성서공회에서 대한성서공회로 보낸 6만권의 한글 성서를 검토하는 대한성서공회 총무 정태응(좌측 2째)와 김규식(좌측 3째).

광복 후 1946년 11월 7일에 해방 후 최초의 성서위원회가 조직되었다. 새로운 성서위원회는 자주적 조선성서공회를 세워 영국성서공회와 미국성서공회는 협력 기구로만 남도록 정관을 개정하였다. 1947년 8월 23일에 재단법인을 등록하였으며 1948년 12월 23일 이사회에서 명칭을 대한성서공회로 변경하였다. 1949년에는 세계성서공회연합회에 가입하였다. 한국전쟁으로 사옥이 파괴되어 1956년에 새로 건물을 지었다.
현재 성경 번역과 개역 사업을 이어가고 있다. 1952년에 《개역한글판》 초판을 발행하였고 1961년에 재간하였다. 1977년 부활절에는 《공동번역성서》를 발행하였다. 1993년에 《표준새번역》을 발행, 1998년에는 《개역개정판》을 출간하였다. 2004년에는 표준새번역 개정판의 공식명칭을 《새번역》으로 변경하였다.

## 주요 사업
- 성서의 번역, 출판, 반포에 관한 사업
- 재산의 소유, 관리 및 성서회관의 임대관리사업
- 기타 이 법인의 목적달성을 위하여 필요한 사업

## 성서번역사업
- 개역한글판(1961년)
- 공동번역성서(1977년)
- 표준새번역(1993년)
- 개역개정판(1998년)
- 공동번역성서 개정판(1999년)
- 새번역(2001년)
- 새한글성경(2021–2023년)

## 참가 교단
- 구세군 대한본영
- 기독교대한감리회
- 기독교대한성결교회
- 기독교한국루터회
- 기독교한국침례회
- 대한성공회
- 대한예수교장로회(통합)
- 대한예수교장로회(합동)
- 한국기독교장로회

## 부속기관
- 성서교육문화센터
- 성서학 문헌자료실
- 성경원문 연구소
- 성서전시실
- 로스 기념관

## 같이 보기
- 성서공회

## 참고자료
- “대한성서공회 역사”. 대한성서공회. 2008년 1월 22일에 원본 문서에서 보존된 문서. 2008년 4월 24일에 확인함.